# Juchipila
Juchipila è una municipalità dello stato di Zacatecas, nel Messico centrale, il cui capoluogo è la località omonima.
Conta 12.284 abitanti (2010) e ha una estensione di 338,54 km².
Il nome della località significa Luogo dai fiori belli e nobili.